# Douglas County, Washington
Douglas County är ett administrativt område i delstaten Washington, USA, med 38 431 invånare. Den administrativa huvudorten (county seat) är Waterville. 

## Geografi
Enligt United States Census Bureau har countyt en total area på 4 788 km². 4 715 km² av den arean är land och 73 km² är vatten. 

### Angränsande countyn
- Okanogan County, Washington - nord
- Grant County, Washington - syd
- Kittitas County, Washington - sydväst
- Chelan County, Washington - väst